# Carniella krakatauensis
Carniella krakatauensis là một loài nhện trong họ Theridiidae.
Loài này thuộc chi Carniella. Carniella krakatauensis được Jörg Wunderlich miêu tả năm 1995.